# 長沢美樹
長沢 美樹（ながさわ みき、1970年7月11日 - ）は、日本の声優、舞台女優、ラジオパーソナリティ。北海道帯広市出生、福島県郡山市出身。アトミックモンキー名誉会長、同社所属。劇団ヘロヘロQカムパニー所属。

## 経歴

### 生い立ち
小さい頃から本を声に出して読むことが好きであり、小学時代、国語の授業で教師から指されて教科書を音読することが楽しみという子供だった。しかし、自分から「先生が早く私を指してくれないかな」と手を挙げて読むようなことはできなかったという。
小学生時代に『風と共に去りぬ』を見て映画のみならず漫画、小説などにも手を出し、その影響を受ける。中学時代は「校内放送をしなくちゃならないから、放送部員は掃除の時間にさぼれる」という理由で放送部に所属。昼休みに好きな音楽をかけ、紹介文を読むうちに声の仕事に興味を持つようになった。放送部では特にレッスンなどは何もしていなかった。当時は、芝居に興味はあまりなく、演劇部の皆が発声練習をしているのを見て、「よく人前で大声を出したりできるな」と感心していた。放送部は演劇部の公演を録画する役目だったが、その時は自分がやる側になるとは思ってもいなかったという。6年上の姉がアニメ好きで、姉から職業としての声優があることも教わって、アニメに興味を持つようになった。
高校時代も放送部に所属して朗読、アナウンスコンクールなどに出場しており、練習するうちに「声の仕事ができたらいいな」と思うようになった。校内放送を担当しているうちに「面白かったよ」、「良い声だね」のような感想を貰えることが嬉しくなった。高校生3年生の秋の進路決定の際は、当初はアナウンサー志望であった。しかし色々調べたところ、アナウンサーはただ声を出すだけではなく、顔も頭も声も良くなくてはいけないと知り断念。またアナウンサーにはとても固いイメージを描いていたため、「もっと明るく楽しくできる声の仕事はないのかな」、「他の道はないのかな」と考え、「あ、声優という道もあるじゃないか」と思い立ち最終的には声優となる道を選ぶ。声優になろうと思ったその日にアニメ雑誌『アニメージュ』を買いに行き、最初に見つけた勝田声優学院の案内書を請求した。しかし大雨でグチョグチョの案内書が届き、「声優になるな」ということだと一度は諦めかけたが、勝田側の手違いで再び案内書が届き、「やっぱり声優になる運命なんだ」と思ったという。
大学受験に失敗し、両親に東京の予備校に通うという条件に週1回の養成所に通うことを認めてもらって一人暮らしをしながら予備校と養成所に通う。
両親は声優になることは反対していたが、「どうしてもなりたいから許してもらえないだろうか」と必死に説得していた。父は長い間反対していたが、母は途中からは応援してくれるようになったという。少し泣き言を言うと「すぐ帰ってきなさい」と言われてしまうため、「順調にやっているよ」と伝えていたという。
勝田声優学院8期生、俳協ボイスアクターズスタジオ第1期生。
勝田声優学院時代は、4年間通い、通常は3年間しか在籍できないが、講師に好きだった水鳥鐵夫がおり、水鳥が開いていたゼミをもう1年間受講したいと思い、勝田久に直談判をして「もう1年通わせてくれないか」と頼み込み、留年という形にしてくれた。その時に勝田には「前例がない」と渋っていたが、「前例がないなら前例を作ってください！」と頼み込んで認めてくれた。
水鳥と野沢雅子のレッスンを選択して、週2回通っていた。前述の通り、大学受験には案の定失敗し、2年目からは声優のレッスンに専念することになった。
水鳥によるレッスンで好きだったところは「舞台の基礎、役作りとはいかなるものか」という教えで、ちょっとした間のとり方、空気感の出し方、役を作る過程の中で、その役の背景も考えることなどを教わったという。
養成所は週1回だけだったため、予備校を終えた後、新宿中央公園で仲間と集まり、2～3時間ほど自主練習していた。しかし公園の近隣の人物から苦情が来たため、その後は公共の施設を借りて練習していた。
養成所時代は挙手制で、自主性を強く求められるレッスンだったが、当初の1、2ヶ月は手が挙げられず、自分でもすごく悩み、「このままじゃ、なんのために東京に出てきたのかわからない」と思った。決意して手を挙げるようになってから徐々に殻が破れたようであったが、人前で萎縮せずに大声が出せるようになるまで半年ぐらいかかった。自主練習を公園で皆としてた時は恥ずかしがらずにできたが、レッスン中に一人でとなると中々慣れなかったという。
得意なレッスンは滑舌の稽古で、早口言葉、外郎売り、基礎の基礎のような稽古をするのが好きであった。ただし、単に早口でするというのではなく、きれいな音で一語一語発音できるようになるまで練習したあと、早口にしていくといった稽古をしていた。
逆に苦手だったのはエチュードで、「テーマを与えられて、即興で自分でショートストーリーを考えて演じる」ということがなかなかうまくできなかった。逆に戯曲を与えられて、それを掘り下げていくのは好きだが、何かを自分で作り出さなくてはいけないという作業は苦手で、2008年時点でも得意ではないという。
どちらの養成所でもとても先生に恵まれたと感じており、授業はとても厳しく、口調は優しいが、目が厳しかったという。
勝田声優学院時代での最初のレッスンでは、勝田から「やる気がないのだったら、すぐにやめていいから帰りなさい」と言われた。「あの厳しさが無かったら、もう少し甘い考えでいてしまった」と語る。レッスン中に怒鳴られると、あまりの怖さに泣いていた。それまでに演技経験なども全くなかったため、発声、滑舌といった基礎から全て勝田声優学院で教わったことから、2010年時点でも「あのとき教わっていて良かった」と思っている。一番心に残っている教えは、プロとしての心構えであり、勝田からは口癖のように「そんなことならお嫁さんになったほうがいい」と言われた。声優としてだけでなく、人間としての基礎の部分を叩き込まれたのが大きいと語る。 
養成所2年目で仕事を貰ったことがあったが、それが原因でクラスで仲間はずれになったこともあった。そんな中で、兄貴分の人物、同期が応援してくれた。その時は自分の何がいけなかったかを真剣に考えていた。「ここでその人たちを嫌いになったり妬んだりすることをしても、嫌な人と同じになってしまうだけだ」、「この悔しいという思いを自分のために努力することで戦ってみよう」と思ったことが大きなバネになり、「誰よりもレッスンしていこう」と1人になっても自主練習をしていた。
1年目2年目は、「このクラスで一番にならなきゃいけない」という思いが常にあった。その時に「発声で一番声を出せる人がいたら、その人より大きな声を出せるようになろう」、「演技で褒められた人がいたらその人のどこが良くて褒められたんだろう」、「その人よりいい演技ができるようになろう」、「とにかく一番にならなきゃ」とばかり考えており、「稽古虫」という渾名がつくほど人一倍、様々な稽古していたと語る。週に2、3回仲間で集まり稽古するほかに、風呂に入った時には五十音を全部言うようにする、「外郎売り」をつっかえずに言えなければ湯船から出てはいけないなど、長沢なりに方法を考えて練習していた。

### キャリア
声優としてのデビュー作は養成所時代のドラマCDのギリシャ神話の物語の石像の乙女役で、台詞は「あなた……」という一言だけであった。初めてギャランティを貰った際は嬉しさのあまり「一生取っておこう」と思ったが、結局一週間も経たずに無くなってしまったという。初めてプロの声優と仕事ができたのは貴重な経験であったが、その後しばらくは仕事を貰えなくなくなってしまった。アニメでのデビューは『それいけ!アンパンマン』のクレヨンマン役。
1年後には東京俳優生活協同組合の所属になったが、色々なオーディションを受けて落ちまくり、「この先ずっと受からないのじゃないか」と真剣に悩んでいた。
オーディション不合格が続くので落ち込んでいた時、「今までオーディションを受けていても、合格することばかりを考えていて、お芝居を楽しんでいなかったな」「自分の100％を出し切れていないな、なんかもったいないな」とふと気がついた。
ディレクター、監督など素晴しいスタッフが一瞬でも注目してくれていたが、「緊張だけで終わらせるのはすごくもったいないな」とそれで「肩肘張るのやめよう、受からなきゃと思うのやめよう。それよりはこの瞬間自分の声を聞いてもらえたことに感謝しよう」と思った。
初めてオーディションで受かった作品はOVA『KEY THE METAL IDOL』。
当時は原稿をもらい、「私はこうやって演じてみたいということを素直にやってみよう」と思ったという。
デビュー後、オーディションは「これを表現しなさい」と原稿を渡されたが、当初は非常にとまどっていた。当時一緒に仕事をしていた先輩に「今日の私どうだったでしょうか？」と電話をしてアドバイスを求めたくらいであったが、その先輩に、「そんなことを人に聞くようじゃだめだよ。それを自分で考えて自分でやっていけるようじゃないと仕事はやっていけないよ」と言われた。その時はすごくショックであったが、「その通りだな」と納得して、図々しく先輩に聞いたことで気づくことができたことから、結果的に「よかったな」と思った。養成所時代はクラスで1番になれば目標達成だったが、いざデビューとなると番組やオーディションで受かる人物は1人であったことから、デビューした後は果てしなく大きい目標となったという。
転機になった作品は『新世紀エヴァンゲリオン』の伊吹マヤ役。個人的に嬉しかった役は、『それいけ!アンパンマン』のクリームパンダ役であり、出演が決まる前から1年くらい収録見学をさせてくれた憧れの作品なため、「レギュラー出演できる」と決まった時には、嬉しさでいっぱいであった。2010年時点では収録の時は、幸せを噛みしめながら演じているという。
初主役は『吸血姫美夕』の美夕役となる。
その後、勝田声優学院からの同期で同じく俳協ボイスアクターズスタジオ第1期生だった関智一とともにアトミックモンキーに所属することになる。

## 人物・エピソード
子供の頃は『機動戦士ガンダム』が大好きで、宇宙に行きたくて宇宙飛行士になる夢も持っていた。自分の婿はアムロ・レイと心に決めていて、自分に子供が生まれたら「アムロとレイ」と名前をつけようと思っていたが、周囲から反対された。後に安室奈美恵がデビューした際は「先を越されたな」と思ったりしたとも語っている。
養成所時代は「どうせアルバイトをするならデスクワークとかではなく、人と接して、会話ができるアルバイトがいい」と思い、先生から「いろいろな人と会話ができる人になりなさい」というアドバイスを貰ったこともあったため、東京都渋谷区原宿でウエイトレスをしていた。5年間働いていたが、理解のあるアルバイト先でもあり、稽古やレッスンで週1回ぐらいしか出勤できなくなっても、クビになることはなく「ガンバレ」と応援してくれたという。
19歳当時、ロンドンブーツ1号2号の田村淳とはイタリアンレストランのアルバイト仲間（田村は調理担当）だった。
趣味・特技は木刀で素振り。

### 特色
声種はソプラノ。『吸血姫美夕』に出演するまではどちらかというと活発なキャラクター役が多かったが、美夕役で初めて感情をあまり表に出さないキャラクターを演じた。そのため『吸血姫 美夕』を始めたばかりのころは、かなりとまどい、一所懸命抑えているつもりだったが、ふとしたときに感情を出し過ぎてしまうため、スタッフから「美樹ちゃんもっと抑えて抑えて」と注意されていた。感情を抑えた演技をしているとストレスが溜まり、収録が済んだ後にカラオケに行ってストレス発散をしていたという。
『吸血姫 美夕』と同じころからラジオ番組を担当するようになった。ラジオではものすごくハイテンションになったりするため、ラジオ番組で長沢を知った人物は「あの長沢が美夕を演じるのか！」と驚いたようだった。逆に『吸血姫 美夕』から長沢を知った人物は、出演しているラジオを聴いてがっかりされたかもしれないといい、そのくらい、演じている役とラジオでの長沢はギャップがあった。ラジオは素のままに近い自分が出せ、毎週「こんなことがあったんだよ」とコンスタントに出し、アニメ番組とはまったく違った感じがしていた。ただし、切り売りしていくような一面もあるため、ラジオ番組を週4本していた時は、どの番組でどんな話をしたのか解らなくなることもあった。
切り売りが激しくなったきっかけは、『智一・美樹のラジオビッグバン』で、「昔、関智一と付き合っていた」とカミングアウトした瞬間は2010年時点では忘れられないという。そんな話になるとは思っていなかったスタッフも騒然としていたが、リスナーからの反響が大きすぎて、一気に汚れ人生に転落したような気がしていた。しかし「そうなって損をしたか」というとそうでもなく、「あの汚れっぷりなら、こんな役も演じられるんじゃないか」のような話をくれることもあり、演技の幅が広がったんではないかと語る。
台本をくれてもブレスやト書きやアドリブなどのチェックはしていくが、「具体的にこうしよう」と固めていかないようにはしている。現場で求められることへの瞬発力を大事にしているという。
ラジオ冒頭で「がっつんわ!!」と挨拶するのが恒例である。長沢が作るカレーライスはそれに由来して「がっつんカレー」と呼ばれている。
声優としての仕事、ラジオ番組以外に劇団も活動しているが、当初は舞台演技をするつもりは全くなかった。無知だったころは、職業としての声優は国語の授業で教科書を音読するようなもので、「舞台演技の素養が必要だ」とは思っていなかった。
勝田声優学院の2年目の舞台演技で初めて「舞台ってこんなに面白かったんだ」と気づいたくらいだった。レッスンを通して舞台演技の面白さに惹かれていくうちに、劇団に所属して定期的に舞台を活動している声優も多く、「私もいずれそうできたらいいな」と思うようになった。その時に、関智一から、「一緒に劇団をやらないか」と誘われた。講師から「同期のメンバーで劇団を作ると内輪受けになりがちで、自分の成長に繋がらない」とアドバイスをくれたこともあったため、関の誘いは断り、先輩が活動している劇団に入団するつもりだった。ところが関が会うたびに「自分達でやりたいものをやるのが一番楽しいよ。道を拓こうよ」と誘いをかけてきて、数か月続いていたころ、根負けして「解りました。一緒にやらせていただきます」と折れた。当時、劇団で日記をつけていたが、そこに「長沢、陥落」と書かれていたという。

## 出演
太字はメインキャラクター。

### テレビアニメ
1994年
- それいけ!アンパンマン（1994年 - 、ネコ美〈4代目〉、クレヨンマン、あじさいさん〈初代〉、オーロラ姫〈初代〉、クルミちゃん〈初代〉、クリームパンダ、カレン〈6代目〉、ゆでたまごちゃん〈2代目〉、にじおばけ、ぎんなんぼうやC、母親、オニオン鬼〈2代目〉）
- マクロス7（オペレーター1）
- モンタナ・ジョーンズ（羊飼い）

1995年
- 新世紀エヴァンゲリオン（伊吹マヤ、女）

1996年
- 機動新世紀ガンダムX（パーラ・シス）
- 機動戦艦ナデシコ（1996年 - 1997年、マキ・イズミ、女性）
- ゲゲゲの鬼太郎（第4作）（茜）
- ママはぽよぽよザウルスがお好き（白雪ママ）
- 勇者指令ダグオン（1996年 - 1997年、戸部真理亜〈マリア〉、ガンキッド）

1997年
- 吸血姫美夕（美夕）

1998年
- アキハバラ電脳組（泉岳寺かもめ）
- 快傑蒸気探偵団 TV ANIMATION SERIES（蘭々）
- カウボーイビバップ（ジュディ、子供）
- クレヨンしんちゃん（1998年 - 2016年、三歩、お竜）
- スーパードール★リカちゃん（蕗谷トモノリ〈初代〉）
- TRIGUN（ミシェル）
- 超魔神英雄伝ワタル（フィン）
- プリンセスナイン 如月女子高野球部（早川涼）
- ももいろシスターズ（巧野理華）

1999年
- GTO（木崎瞳）
- 星方天使エンジェルリンクス（ジェシア）
- セラフィムコール（村雨紫苑）
- ポケットモンスター（アツミ）

2000年
- ゲートキーパーズ（落合恵子）
- だぁ!だぁ!だぁ!（グアバ）
- BOYS BE…（風間有美）
- 名探偵コナン（2000年 - 2022年、下笠美奈穂、沖野ヨーコ〈2代目〉）
- 女神候補生（キズナ・トゥリーク）
- モンスターファーム〜伝説への道〜（ポワゾン）
- ラブひな（青山鶴子）

2001年
- キャプテン翼（2001年 - 2002年、大川学、立花和夫）
- 真・女神転生デビチル（パイモン）
- フルーツバスケット（夾の母親）
- RUN=DIM（ユウ・未来）
- RAVE（ローザ・スプラッシュ）

2002年
- 奇鋼仙女ロウラン（浅海しょう、ユウリ）
- 陸上防衛隊まおちゃん（三島かごめ）
- ONE PIECE（2002年 - 2016年、ラサ、ウィッカ）

2003年
- セイント・ビースト〜聖獣降臨編〜（白蛇のナツキ）
- トキ この地球（ほし）の未来を見つめて（女の子A、子供3、女官B、小鹿、又吉、次女、琴）

2004年
- 頭文字D Fourth Stage（奈保）
- 今日からマ王!（ライラ）
- ドラえもん（テレビ朝日版第1期）（男の子）
- 舞-HiME（玖我紗江子）
- MEZZO -メゾ-（桜田桜）

2005年
- あかほり外道アワーらぶげ（長沢美樹）
- エンジェル・ハート（2005年 - 2006年、ホステスA、いずみ）
- 巌窟王（女性キャスター）
- B-伝説! バトルビーダマン 炎魂（キク）
- 雪の女王（アモール）

2006年
- ガイキング LEGEND OF DAIKU-MARYU（レベッカ）
- 金色のコルダ〜primo passo〜（香穂子の姉）
- スーパーロボット大戦OG -ディバイン・ウォーズ-（スレイ・プレスティ）
- ゼーガペイン（サラ）
- NARUTO -ナルト-（トキ）
- ブラック・ジャック21（西川史子）
- BLACK LAGOON The Second Barrage（ジェーン）
- まじめにふまじめ かいけつゾロリ（カヨ）
- 妖怪人間ベム（海堂海）
- 吉宗（紫のママ）

2007年
- 機神大戦ギガンティック・フォーミュラ（シンシア・ホルバイン）
- CLAYMORE（ヘレン）
- 恋する天使アンジェリーク〜かがやきの明日〜（レイチェル）
- 人造昆虫カブトボーグ V×V（カオリ）
- DEATH NOTE（ウエディ）
- らき☆すた（星井ラミカ）

2008年
- RD 潜脳調査室（秘書）
- シゴフミ（社員）
- 秘密 〜The Revelation〜（蜂谷美雪）
- ポルフィの長い旅（ローズ）
- 魍魎の匣（小泉珠代）
- 薬師寺涼子の怪奇事件簿（溝呂木喜久乃）

2009年
- 青い文学シリーズ「走れメロス」（編集者）
- 源氏物語千年紀 Genji（朧月夜）
- チーズスイートホーム あたらしいおうち（タマさん、ハナさん）

2010年
- スーパーロボット大戦OG -ジ・インスペクター-（スレイ・プレスティ）
- ハートキャッチプリキュア!（酒井まさと）

2011年
- 機動戦士ガンダムAGE（ララパーリー・マッドーナ）

2012年
- 戦国コレクション（管制官）
- 夏色キセキ（優香の母）
- HUNTER×HUNTER（第2作）（バスガイド、ヴェーゼ）

2013年
- IS 〈インフィニット・ストラトス〉2（黛渚子）
- ドラえもん（テレビ朝日版第2期）（キィちゃん）

2014年
- ガンダムビルドファイターズトライ（ヒビキ）
- マギ The kingdom of magic（レラージュ）

2016年
- かみさまみならい ヒミツのここたま（ユラノ〈代役〉）

2017年
- ボールルームへようこそ（峰房子）

2018年
- バキ（松本絹代）

2019年
- ポチっと発明 ピカちんキット（霧隠サイ子）

2022年
- 名探偵コナン ゼロの日常（沖野ヨーコ）
- キャップ革命 ボトルマンDX（2022年 - 2023年、帆狩エリ）

### 劇場アニメ
1997年
- 新世紀エヴァンゲリオン劇場版 Air/まごころを、君に（伊吹マヤ）
- 新世紀エヴァンゲリオン劇場版 シト新生（伊吹マヤ）

1998年
- 機動戦艦ナデシコ -The prince of darkness-（マキ・イズミ）
- それいけ!アンパンマン アンパンマンとおかしな仲間（クリームパンダ）
- MAZE☆爆熱時空 天変脅威の大巨人（ユン・デル）

1999年
- アキハバラ電脳組 2011年の夏休み（泉岳寺かもめ）

2000年
- それいけ!アンパンマン 人魚姫のなみだ（クリームパンダ）

2001年
- カウボーイビバップ 天国の扉（ジュディ）
- それいけ!アンパンマン ゴミラの星（クリームパンダ）

2002年
- エクスドライバー the Movie（榊野理沙）

2003年
- それいけ!アンパンマン ルビーの願い（クリームパンダ）

2004年
- それいけ!アンパンマン 夢猫の国のニャニイ（クリームパンダ）
- それいけ!アンパンマン つきことしらたま〜ときめきダンシング〜（クリームパンダ）

2005年
- それいけ!アンパンマン ハピーの大冒険（クリームパンダ）

2006年
- それいけ!アンパンマン いのちの星のドーリィ（クリームパンダ）

2007年
- 映画 Yes!プリキュア5 鏡の国のミラクル大冒険!（ダークルージュ）
- ヱヴァンゲリヲン新劇場版:序（伊吹マヤ）
- それいけ!アンパンマン シャボン玉のプルン（クリームパンダ）
- それいけ!アンパンマン ホラーマンとホラ・ホラコ（クリームパンダ）

2008年
- それいけ!アンパンマン 妖精リンリンのひみつ（クリームパンダ）

2009年
- ヱヴァンゲリヲン新劇場版:破（伊吹マヤ）
- それいけ!アンパンマン だだんだんとふたごの星（クリームパンダ）

2010年
- それいけ!アンパンマン ブラックノーズと魔法の歌（クリームパンダ）
- それいけ!アンパンマン はしれ!わくわくアンパンマングランプリ（クリームパンダ）

2011年
- それいけ!アンパンマン すくえ! ココリンと奇跡の星（クリームパンダ）

2012年
- ヱヴァンゲリヲン新劇場版:Q（伊吹マヤ）
- それいけ!アンパンマン よみがえれ バナナ島（クリームパンダ）
- それいけ!アンパンマン リズムでてあそび アンパンマンとふしぎなパラソル（クリームパンダ）

2013年
- それいけ!アンパンマン とばせ! 希望のハンカチ（クリームパンダ）
- それいけ!アンパンマン みんなでてあそび アンパンマンといたずらオバケ（クリームパンダ）

2014年
- それいけ!アンパンマン りんごぼうやとみんなの願い（クリームパンダ）
- それいけ!アンパンマン たのしくてあそび ママになったコキンちゃん!?（クリームパンダ）

2015年
- それいけ!アンパンマン ミージャと魔法のランプ（クリームパンダ）
- それいけ!アンパンマン リズムでうたおう! アンパンマン夏まつり（クリームパンダ）

2016年
- それいけ!アンパンマン おもちゃの星のナンダとルンダ（クリームパンダ）

2017年
- それいけ!アンパンマン ブルブルの宝探し大冒険!（クリームパンダ）

2018年
- それいけ!アンパンマン かがやけ!クルンといのちの星（クリームパンダ）

2019年
- それいけ!アンパンマン きらめけ!アイスの国のバニラ姫（クリームパンダ）

2021年
- シン・エヴァンゲリオン劇場版𝄇（伊吹マヤ）
- それいけ!アンパンマン ふわふわフワリーと雲の国（クリームパンダ）

2022年
- それいけ!アンパンマン ドロリンとバケ〜るカーニバル（クリームパンダ）

2023年
- それいけ!アンパンマン ロボリィとぽかぽかプレゼント（クリームパンダ）

2024年
- それいけ!アンパンマン ばいきんまんとえほんのルルン（クリームパンダ）

### OVA
1994年
- KEY THE METAL IDOL（1994年 - 1997年、厨川さくら、寿彦）
- 幽幻怪社（女店員）
- すすめ!ゴジランド（バラゴン）

1995年
- プリンセス・ミネルバ（火のプレシジョン）

1996年
- 地獄堂霊界通信（新島良次）

1997年
- AIKa（ゴールデン〈サニア〉）
- 勇者指令ダグオン 水晶の瞳の少年（戸部真理亜）

1998年
- 青の6号（ミューティオ）
- ジオブリーダーズ（成沢あゆみ）
- 真ゲッターロボ 世界最後の日（早乙女ミチル）

1999年
- ブラック・ジャック（ロレンス、女子アナウンス）

2000年
- エクスドライバー（榊野理沙）
- ストリートファイターZERO - THE ANIMATION -（千歳ケイ）

2001年
- ラブひな（青山鶴子）

2002年
- ゲートキーパーズ21（秘書さん）
- ヨコハマ買い出し紀行 -Quiet Country Cafe-（真月）

2003年
- 羊のうた（エミ、看護婦）

2004年
- 機動戦士ガンダム MS IGLOO（モニク・キャディラック）

2006年
- 名探偵コナン 消えたダイヤを追え! コナン・平次vsキッド!（沖野ヨーコ）

2011年
- 名探偵コナン MAGIC FILE2011 新潟〜東京 おみやげ狂騒曲（沖野ヨーコ）

### Webアニメ
- 崩壊:スターレイル ショートアニメ（2023年、パム）

### ゲーム
1993年
- 秘密の花園（佐久間怜子）

1994年
- バトルファンタジー（サラ、オルディーヌ）

1996年
- アンジェリークSpecial2（レイチェル）
- 新世紀エヴァンゲリオン (セガサターン)（伊吹マヤ）

1997年
- アーマード・コア プロジェクトファンタズマ（スミカ・ユーティライネン）
- あすか120%エクセレント BURNING Fest.（大久保久美）
- 機動戦士ガンダム外伝 THE BLUE DESTINY（モーリン・キタムラ）
- クロス・ロマンス 恋と麻雀と花札と（大久保薫）
- 黒の剣-Blade of the Darkness-（リール）
- 新世紀エヴァンゲリオン 鋼鉄のガールフレンド（伊吹マヤ）
- 蒼穹紅蓮隊 黄武出撃（鴻巣千尋〈オペレーター〉）
- ぱにっくちゃん（とらぶるちゃん）
- バルクスラッシュ（レオネ・ローデス）
- VS雀士ブランニュースターズ（深町蘭、キララ☆スター）
- My Dream 〜On Airが待てなくて〜（内海ナオ）
- 悠久幻想曲（パティ・ソール）

1998年
- アンジェリーク 天空の鎮魂歌（レイチェル）
- SDガンダム GGENERATION（1998年 - 2025年、モニク・キャディラック、モーリン・キタムラ、パーラ・シス、シス・ミットヴィル） - 11作品
- エリーのアトリエ 〜ザールブルグの錬金術士2〜（エルフィール・トラウム〈エリー〉）
- お嬢様特急（山口星奈）
- 快速天使（海堂絢音、那弥ばあさん）
- ジョジョの奇妙な冒険（ミドラー）
- 新世代ロボット戦記ブレイブサーガ（ガンキッド）
- 精霊召喚 〜プリンセス オブ ダークネス〜（プリム）
- 戦国美少女絵巻 空を斬る!!（猿飛加乃）
- DEBUT21（沢田ゆり）
- 超鋼戦紀キカイオー（ケイ、対戦中のオペレーター音声）
- ドラゴンフォースII -神去りし大地に-（レニ）
- 慟哭 そして…（笹本梨代）
- プリズムコート（京極ナツキ）
- みさきアグレッシヴ!（龍ヶ崎沙羅、沙希）
- みつめてナイト（テディー・アデレード）
- 対戦麻雀ファイナルロマンス4（大野ユリ）

1999年
- いつか、重なりあう未来へ（カラミティ・フォーセット）
- キャプテン・ラヴ（泉世津子、テンタ）
- 後夜祭（細川郁美）
- ジョジョの奇妙な冒険 未来への遺産（ミドラー、マライア）
- 新世紀エヴァンゲリオン (NINTENDO64)（伊吹マヤ）
- 新世紀エヴァンゲリオン タイピング-E計画（伊吹マヤ）
- 戦国美少女絵巻 空を斬る!! 〜春風の章〜（加乃）
- Sonata（CL2-IZUMI、イズミ・ダンシング、鶴舞いずみ）
- トゥルーラブストーリー2（沢田璃未）
- マクロス VF-X2（エイミ・クロックス）
- まぼろし月夜（御所颯姫）

2000年
- アンジェリーク トロワ（レイチェル）
- 機動戦士ガンダム（モーリン・キタムラ）
- 高2→将軍（綾城美穂）
- BLOOD THE LAST VAMPIRE（瑠璃亜）

2001年
- エクソダスギルティーネオス（ラーライラ）
- 火焔聖母（秋村湖希）
- CAPCOM VS. SNK 2 MILLIONAIRE FIGHTING 2001（キャミィ、源柳斎マキ）
- スーパーロボット大戦α外伝（パーラ・シス）
- スタートリングアドベンチャーズ 空想3×大冒険（ローズ）
- ファイナルファンタジーX（シェリンダ、ティーダの母親）

2002年
- スーパーロボット大戦IMPACT（マキ・イズミ）
- テイルズ オブ ファンダム Vol.1（プリムラ・ロッソ）
- ロマンスは剣の輝きII -銀の虹をさがして-（リーナ・カーマイン）
- 星のまほろば（アマテル、野波）

2003年
- アンジェリーク エトワール（レイチェル）
- ヴィーナス&ブレイブス〜魔女と女神と滅びの予言〜（ユマ）
- 機動戦士ガンダム めぐりあい宇宙（モーリン・キタムラ）
- 新世紀エヴァンゲリオン 鋼鉄のガールフレンド2nd（伊吹マヤ）
- 新世紀エヴァンゲリオン2（伊吹マヤ、鈴原ナツミ）
- 第2次スーパーロボット大戦α（スレイ・プレスティ）
- ファイナルファンタジーX-2（シェリンダ）

2004年
- アーマード・コア ネクサス（スミカ・ユーティライネン）
- シャドウハーツII（カレン・ケーニッヒ）
- スーパーロボット大戦MX（マキ・イズミ、伊吹マヤ）

2005年
- カウボーイビバップ 追憶の夜曲（ジュディ）
- GENJI（九妖）
- 新世紀勇者大戦
- スーパーロボット大戦MX ポータブル（マキ・イズミ、伊吹マヤ）
- 第3次スーパーロボット大戦α 終焉の銀河へ（スレイ・プレスティ）
- Little Aid（西村あかり）

2006年
- ガンパレード・オーケストラ 青の章 〜光の海から手紙を送ります〜（篠山瀬利恵）
- シークレット オブ エヴァンゲリオン（伊吹マヤ）
- 新世紀エヴァンゲリオン2 造られしセカイ -another cases-（伊吹マヤ、トウジの妹）
- ゼーガペイン（サラ）
- BLOOD THE LAST VAMPIRE（PSP版）（瑠璃亜）

2007年
- シークレット オブ エヴァンゲリオン ポータブル（伊吹マヤ）
- スーパーロボット大戦OG ORIGINAL GENERATIONS（スレイ・プレスティ）
- スーパーロボット大戦OG外伝（スレイ・プレスティ）

2008年
- 赤い糸 DS（田所麻美）
- 機動戦士ガンダム ギレンの野望 アクシズの脅威（モニク・キャディラック）
- スーパーロボット大戦A PORTABLE（マキ・イズミ）
- スーパーロボット大戦Z（パーラ・シス）
- テイルズ オブ ヴェスペリア（ソディア、ドロワット）

2009年
- 機動戦士ガンダム ギレンの野望 アクシズの脅威V（モニク・キャディラック）

2010年
- ガンダムアサルトサヴァイブ（モーリン・キタムラ）
- 機動戦士ガンダム エクストリームバーサス（2010年 - 2012年、モーリン・キタムラ） - 2作品

2011年
- 機動戦士ガンダム 新ギレンの野望（モニク・キャディラック）

2012年
- エルクローネのアトリエ 〜Dear for Otomate〜（エルフィール・トラウム〈エリー〉）
- 第2次スーパーロボット大戦Z 再世篇（パーラ・シス）

2014年
- ウチの姫さまがいちばんカワイイ（天光龍姫 ルミナス・ドラゴニア、天闇龍姫 ケイオス・ドラゴニア）

2015年
- スーパーロボット大戦BX（マキ・イズミ）
- スーパーロボット大戦OG ムーン・デュエラーズ（スレイ・プレスティ）
- 第3次スーパーロボット大戦Z 天獄篇（パーラ・シス）

2017年
- スーパーロボット大戦V（マキ・イズミ）

2019年
- テイルズ オブ ヴェスペリア REMASTER（ソディア）
- ネルケと伝説の錬金術士たち 〜新たな大地のアトリエ〜（エルフィール・トラウム〈エリー〉）
- スーパーロボット大戦T（マキ・イズミ）
- スーパーロボット大戦DD（早乙女ミチル）

2021年
- テイルズ オブ ザ レイズ（ドロワット）

2023年
- 崩壊:スターレイル（パム）
- レスレリアーナのアトリエ 〜忘れられた錬金術と極夜の解放者〜（エリー）

2024年
- アークナイツ（アスカロン）

### ドラマCD
- ドラマCD『アニメ店長』シリーズ（星井ラミカ）
- エリーのアトリエ 〜ザールブルグの錬金術士2〜（エルフィール・トラウム〈エリー〉）
  - ドラマCDエリーのアトリエ 〜ザールブルグの錬金術士2〜1
  - エリーのアトリエ 〜ザールブルグの錬金術士2〜2
  - エリーのアトリエ ヴォイスコレクション
  - ゼストCDブックVol.6エリーのアトリエ〜ザーブルグの錬金術士2〜
- KEY THE METAL IDOL RADIO PROGRAM #1「友だち」（厨川さくら）
- ギリシャ・ローマ神話2 イカロスの翼（石像〈乙女〉）
- 1999 花とゆめオリジナルドラマCD『フルーツバスケット』（草摩紅葉）
- Weiß kreuz Dramatic Image Album（北川由美）
- 殻の中の小鳥ドラマCD（クレア・バートン）
- KIRAI（遠藤の彼女）
- 銀河ロイド コスモX IN ヒーロークロスライン ドラマCD（三ノ輪涼子）
- ドラマCD『Good Morning ティーチャー』（海野綾）
- グラビテーションドラマCDシリーズ（レイジ）
- ごめんなさいと言ってみろ（阿見）
- 『スキップ・ビート!』ドラマCD（最上キョーコ）
- ストリートファイターZERO2外伝 さくら・もっとも危ない女子高生（ケイ）
- ストリートファイターZERO2外伝 さくら・もっとも危ない文化祭（ケイ）
- Sneaker CD Collection 『されど罪人は竜と踊る』（ジヴーニャ・ロレッツォ）
- 世紀末プライムミニスター（長嶋美紀）
- sense off 〜a scared story in the wind〜（御陵透子）
- 太陽の少女インカちゃん（への字）
- 天からトルテ!CDドラマ（佐倉繭理）
- 『はやて×ブレード』ドラマCD（宮本静久）
- 百歌声爛 -女性声優編III-
- 『Fight 〜conte〜』（氷上恭子とのコントCD）
- 『ふしぎ遊戯 玄武開伝』シリーズ（女リムド）
- プリンセスナイン 如月女子高野球部 CDドラマ 燃える対決!裸のナインたち（早川涼[49]）
- モスラ'61（小美人）
- 勇者指令ダグオンシリーズ（戸部真理亜）
  - 〜スペシャルドラマ1〜「選挙で激突! トライダグオン」
  - 〜スペシャルドラマ2〜「サルガッソB級宇宙人十番勝負」
  - 〜スペシャルドラマ3〜「山海高校ミステリーツアー〜湯けむり美少女失踪事件」
  - CDシネマ1 〜春はあけぼの〜
  - CDシネマ2 〜夏のツー・ショット〜
  - CDシネマ3 〜それぞれの秋〜
  - CDシネマ4 〜冬、来たりなば…〜
  - スペシャルドラマ 〜いいやつ〜
  - スペシャルドラマ2 〜悪いやつ〜
- 『私は好き』
- ONE 〜輝く季節へ〜（柚木詩子）

### カセットブック
- アニメイトカセットコレクション 機動戦艦ナデシコ 「ナデシコ対ゲキ・ガンガー対宇宙人」……って、オイ!?（マキ・イズミ）
- アニメイトカセットコレクション 機動戦艦ナデシコ 2 ナデシコ・ばらえてい（仮題）（マキ・イズミ）

### 吹き替え

#### 映画
- クライモリ デッド・パーティ（アンジェラ）※DVD版
- バレンタイン・デイ（クロエ〈サラ・ランカスター）※VHS版
- 不倫法廷2（レーン・ミッチェル）※VHS版
- メイク・イット・ハプン!（ローリン〈メアリー・エリザベス・ウィンステッド〉）※DVD版

#### ドラマ
- カウボーイビバップ（ジュディ[50]）

#### アニメ
- 装甲救助部隊レストル（オミン・キサラギ）

### 特撮
- 特捜ロボジャンパーソン（1993年、ロボット・ジェルソミーナの声）
- ブルースワット（1994年、TVレポーター役）
- 激走戦隊カーレンジャー（1996年、シグエの声）

### 映画
- Wonderful World（2010年） - 南智子

### ラジオ
- 長沢美樹のCreator's Cafe（文化放送：1996年10月1日 - 1997年4月1日）
- 長沢美樹のあやかしラジオくの一番（文化放送：1997年4月9日 - 10月1日）
- 智一・美樹のラジオビッグバン（文化放送：1998年4月11日 - 2014年9月28日）

#### ラジオドラマ
- 銀河ロイドコスモX ヒーロークロスラインにクロスせよ!（三ノ輪涼子）※智一・美樹のラジオビッグバン内にて
- 臨死!!江古田ちゃんinオールナイトニッポン（江古田ちゃん） - オールナイトニッポンモバイルにて配信。
- 井上喜久子のアフタヌーンラジオ（講談社・アフタヌーンKCまつり公式サイト・第5回：2010年3月6日ゲスト）
  - 番組冒頭に『臨死!!江古田ちゃん』ほかがコラボレートした「コラボムービー」（ラジオドラマ+静止画）を配信。（『臨死!!江古田ちゃん』江古田ちゃん役ほか）

### 舞台
- ヘロヘロQカムパニー作品
- 長沢美樹プロデュース
- 新・幕末純情伝
- TRANS
- ビューティフルサンデー
- カプセル兵団
  - 「ダストシューター」（2003年5月3日-5日）
  - 「D・N・A² 〜何処かで失くしたあいつのアイツ〜」（2004年1月28日 - 2月1日）
  - 「DUSTSHOOTERS－ダストシューターズ－」（2013年2月28日 - 3月3日）

### テレビ

#### バラエティー
- 踊る!さんま御殿!!（日本テレビ：2024年8月13日）

#### CM
- JT HALFTiME缶コーヒー 「完熟豆」（1993年）

### アプリ
- CoCoICHIナビ（2017年、伊吹マヤ）

### CD
- CDアルバム わたしは好き（発売日 1998年4月19日）

### その他コンテンツ
- うごくこえプロジェクト 富士マリンプール音声案内（2019年）[51]

### シリーズ一覧
1. ↑  『GGENERATION』（1998年）、『ZERO』（1999年）、『F』（2000年）、『F.I.F』（2001年）、『SPIRITS』（2007年）、『WORLD』『3D』（2011年）、『OVER WORLD』（2012年）、『GENESIS』（2016年）、『CROSSRAYS』（2019年）、『ETERNAL』（2025年）
2. ↑  『エクストリームバーサス』（2010年）、『フルブースト』（2012年）